# 암살교실 (영화)
《암살교실》(일본어: 暗殺教室)은 마츠이 유세이의 동명의 만화 시리즈를 실사 영화화한 일본의 영화이다. 2015년 3월 21일 극장판 제1탄이 공개.
2014년 8월 26일 나기사 역의 야마다 료스케의 주연과 그 외 배역들이 발표되었다. 코로센세 역할의 목소리 담당은 공개 전의 시사회에서도 엔딩 크레딧의 캐스팅 부분을 수정하여 상영하고 있었지만, 개봉 첫날 무대 인사에서 야마다가 소속된 쟈니스 사무소의 선배인 아라시의 니노미야 카즈나리가 코로센에의 성우를 맡은 것이 발표되었다. 덧붙여 니노미야가 성우에 도전하는 것은 2006년 공개된 영화 《철콘 콘크리트》이래 9년만이 된다.
원작의 최종회가 공개된 전날에 해당하는 2016년 3월 18일 후지 TV의 〈금요일 프리미엄〉 시간대에서 지상파 첫 방송(21:00 - 23:22 문자 다중 방송 / 데이터 방송) 되었다.
2015년 4월에는 속편이 되는 극장판 두 번째 작품 〈암살 교실: 졸업편〉의 제작이 발표되었으며, 2016년 3월 25일에 공개되었다. 니노미야는 코로센세의 목소리와 함께 그 과거의 모습이기도 한 사신의 역할의 실사 모습으로 출연했다. 원작자인 마츠이 자신도 제작에 협력하였으며, 원작이 종료되는 시기에 공개되도록 결말이 변경되지 않도록 하였다.
2017년 1월 9일에는 후지 TV에서 다시 지상파 방송 되었다.
캐치프레이즈는, “자, 여러분 암살의 시간이에요.”

## 출연(제1탄·제2탄)

### 3학년 E조(주요 학생들)
- 시오타 나기사 - 야마다 료스케

출석 번호 11번.  본작의 이야기꾼으로 실질적인 주인공.
- 아카바네 카르마 - 스다 마사키

출석 번호 1번.  솔직한 성격으로 초연한 태도의 붉은 머리 소년.
- 카야노 카에데 - 야마모토 마이카

출석 번호 7번.  명랑한 성격의 미소녀로 E조 담임 교사에게 〈코로센세〉라는 별명을 붙인 본인.

#### 테라사카 그룹
테라사카를 중심으로 한 E조 동급생의 5인조.
- 테라사카 료마 - 스가와라 켄

출석 번호 16번.  난폭한 성격을 가지고 있으며, 짧게 자른 머리가 특징인 몸집이 큰 남학생.
- 무라마츠 타쿠야 - 다카오 유우지

출석 번호 24번. 테라시마의 측근 중 한 명으로 뻐드렁니가 특징인 남학생.
- 요시다 타이세이 - 하세가와 티티

출석 번호 26번. 테라시마의 측근 중 한 명으로 불량스런 인상을 하고 있다.
- 하자마 키라라 - 오쿠마 안미

출석 번호 18번. 눈빛이 못되고 흑발의 웨이브 헤어를 한 여학생.
- 호리베 이토나 - 카토 세이시로

출석 번호 28번. 리츠에 이어 암살 목적으로 E조에 보내진 남자 전학생.

#### 그 외 여학생들
실사 영화판에서 나카무라, 오쿠다, 칸자키 세 명은 나기사에 이어 주요 학생들로 구성되었다.
- 오카노 히나타 - 타카하시 사키

출석 번호 4번.  숏컷머리의 여학생.  나이프를 다루는 기술에서는 카타와 더불어 여학생 중 1위.
- 오쿠다 아이미 - 우에하라 미쿠

출석 번호 5번.  안경을 쓴 여학생.
- 카타오카 메구 - 미야하라 카논

출석 번호 6번. 책임감과 통솔력이 있는 청초한 얼굴의 여학생으로 이소가이와 함께 E조의 반장을 맡고 있다.
- 칸자키 유키코 - 유우키 미오

출석 번호 8번. 청초한 분위기를 가진 흑발의 긴머리 여학생.
- 쿠라하시 히라노 - 시무라 레나

출석 번호 10번.  밝은 머리색을 한 천진난만한 성격의 여학생.
- 나카무라 리오 - 타케토미 세이카

출석 번호 17번. 금발의 긴 머리 여학생.
- 하야미 미린카 - 다나카 히나노

출석 번호 19번.  웨이브의 중간길이의 머리와 속눈썹이 특징인 여학생.
- 하라 스미레 - 가네코 미오

출석 번호 20번.  몸집이 크고 통통한 체형의 여학생.
- 후와 미츠키 - 다케다 레나

출석 번호 21번.  보부캇토의 여학생. 리츠의 대모.
- 야다 모모카 - 마츠나가 아리사

출석 번호 25번.  포니 테일의 머리를 하고 있는 여학생.
- 리츠 / 자율사고고정포대 - 하시모토 칸나

출석 번호 27번.  암살을 위해 노르웨이에서 E조에 보내져 온 인공 지능 탑재의 신형 병기의 전학생.

#### 그 외 남학생들
- 이소 유우마 - 카토 유히

출석 번호 2번. 오호게(바보털)가 특징인 남학생으로 카타오카와 함께 E 조의 반장을 맡고 있다.
- 오카지마 타이가 - 오사무라 코키

출석 번호 3번. 까까머리의 남학생.
- 기무라 마사요시 - 아라이 쇼타

출석 번호 9번.  단발을 하고 있는 남학생.
- 스가야 소스케 - 오자와 고야

출석 번호 12번. 삼백안의 은발을 한 남학생.
- 스기노 토모히토 - 이치카와 리쿠

출석 번호 13번. 전 야구부의 투수 남학생.
- 타케바야시 코타로 - 요시하라 타쿠야

출석 번호 14번. 둥근 안경을 쓴 남학생.
- 치바 류노스케 - 오오오 타쿠미

출석 번호 15번.  날카로운 눈을 앞머리로 숨기고 있는 과묵한 성격의 남학생.
- 마에하라 히로토 - 오카다 류노스케

출석 번호 22번.  밝은 머리색의 남학생.
- 미무라 코키 - 미카와 유고

출석 번호 23번.  주황색의 버섯머리를 한 남학생.

#### E조 교사
- 코로센세- 니노미야 카즈나리

본작의 주인공. 〈코로센세〉는 카야노가 〈죽일 수 없는 선생〉이라는 의미로 붙인 별명.
- 카라스마 타다오미 - 시이나 킷페이

방위성 임시 특무부 소속의 남성 자위관. E조에 코로센세를 담임으로 데리고 온 인물으로, 즉 선생을 모니터링, E조와 암살자의 조정 및 백업을 하고 있다. 계급은 1등육좌(영화 암살교실 제1탄으로부터) 28세.
- 이리나 옐라비치 - 강지영

코로센세를 암살하기 위해 교사라는 명목으로 파견 된 뛰어난 암살자. 전 세계에서 활약하면서 8년간 총 11건의 암살을 성공시키고 있다. 20세.
- 유키무라 아구리 - 키리타니 미레이

E조 초반 2학년 3월에만 담임을 맡은 여교사. 치노(아카리)의 친언니로, 동생과는 정반대로 글래머에 검고 짧은 머리가 특징.

### 학원 관계자
- 아사노 가쿠미네 - 휴가 죠

쿠누기 가오카 학원 이사장을 맡는 남교사. 41세.
- 오노 켄사쿠 - 요시다 코타로

쿠누기 가오카 중학교 3학년 D반 담임이자 남교사로 나기사와 카르마의 전 담임.

### 방위성 관계자
- 오나가 코기 - 나카하라 타케오

정보 본부의 본부장으로 카라스마의 상사. 59세.
- 타카오카 아키라 - 타카시마 마사노부

카라스마의 보임으로써 E조에 부임해 온 방위성 임시 특무부 소속의 남성 자위관.

### 학외 관계자 및 암살자
- 레드 아이 -  아베 츠요시

선글라스를 낀 장신의 남성 암살자.
- 시로 / 야나기사와 코타로 - 나리미야 히로키

〈호리베 이토나의 보호자〉를 자칭하는 수수께끼의 인물.

### 그 외의 인물들
- 크레이그 호죠 - 하시모토 사토시

카리아게에 올백을 한 흑발의 긴 머리의 왼쪽 눈에 상처가 특징으로, 항상 겁 없는 미소를 짓고 있는 남성. 42세.
- 사이토 아야카 - 아오이 와카나

실사 영화판의 전편에 등장하는 오리지날 캐릭터. 본 교사의 B조에 속한 여학생으로 나기사의 소꿉 친구.

## 스태프(제1탄·제2탄)
- 원작 - 마츠이 유세이 〈암살교실〉 (슈에이샤)
- 감독 - 하스미 에이이치로
- 각본 - 카나자와 타츠야
- 음악 - 사토 나오키
- 제작 - 이시하라 타카시, 와타나베 나오키, 후지시마 쥬리 케이코, 이치카와 미나미, 카다 타카아키
- 프로듀서 - 우에하라 쥬이치, 모리이 아키라, 카타야마 레이코, 후루야 아츠시 (제2탄)
- 어소시에이트 프로듀서 - 오가와 히데히로 (제1탄)
- 라인 프로듀서 - 후루야 아츠시 (제1탄) 미치가미 타쿠미 (제2탄)
- 촬영 - 에자키 토모오
- 조명 - 미츠요시 아키토시
- 녹음 - 야나기와 후미히코
- 미술 - 아베키 요지
- 편집 - 마츠오 히로시
- VFX 슈퍼 바이저 - 오다 잇세이
- VFX 프로듀서 - 아카바네 사토시, 니시무라 케이키 (제2탄)
- 기술 담당 - 오카노 마사히로 (제1탄)
- 특수 조형 - 우메자와 소이치
- 음향 효과 - 시바사키 켄지
- 스크립터 - 타무라 스미
- 조감독 - 나가노 신야
- 제작 담당 - 미치가미 타쿠미(제1탄) 호시 마사하루(제2탄)
- 배급 - 도호
- 제작사 - ROBOT
- 제작 - 영화 〈암살교실〉 제작위원회 (후지 TV, 슈에이샤, 제이스톰, 도호, ROBOT)

### 주제가
- 〈殺せんせーションズ〉 (제1탄)
  - 노래 - 센세-숀즈

- 〈さよならセンセーション〉 (제2탄)
  - 노래 - 센세-숀즈[8]

## 텔레비전 방송
- 제1탄

| 횟수 | 방송사  | 프로그램명   | 방송일              | 방송시간대    | 분    | 시청률 | 비고                                                             |
| ---- | ------- | ------------ | ------------------- | ------------- | ----- | ------ | ---------------------------------------------------------------- |
| 1    | 후지 TV | 금요프리미엄 | 2016년 3월 18일(금) | 21:00 - 23:22 | 142분 | 10.0%  | 지상파 첫 방송 방송 날짜는 원작의 최종회가 공개되는 전날 되었다. |
| 2    | 후지 TV | (없음)       | 2017년 1월 9일(월)  | 21:00 - 23:03 | 123분 | 7.3%   |                                                                  |

- 제2탄

| 횟수 | 방송사  | 프로그램명 | 방송일              | 방송시간대    | 분    | 시청률 | 비고                              |
| ---- | ------- | ---------- | ------------------- | ------------- | ----- | ------ | --------------------------------- |
| 1    | 후지 TV | (없음)     | 2020년 3월 30일(일) | 21:00 - 23:28 | 148분 | 4.9%   | 지상파 첫 방송 본편 / 노컷 방송。 |

- 시청률은 비디오 리서치 조사, 관동 지역·세대·실시간.

## 소설
- 마츠이 유세이, 카나자와 타츠야 - 영화 〈암살교실〉 점프 제이북스 (슈에이샤) ISBN 978-4-08-703353-3

마츠이 유세이, 카나자와 타츠야 - 영화 〈암살교실: 졸업편〉 점프 제이북스 (슈에이샤) ISBN 978-4-08-703390-8

## 수상
- 제39회 일본 아카데미상 신인 배우상 (야마다 료스케)[13]
- 제19회 부천국제판타스틱영화제 유럽판타스틱영화제연맹 아시아 영화상